# 城間駅

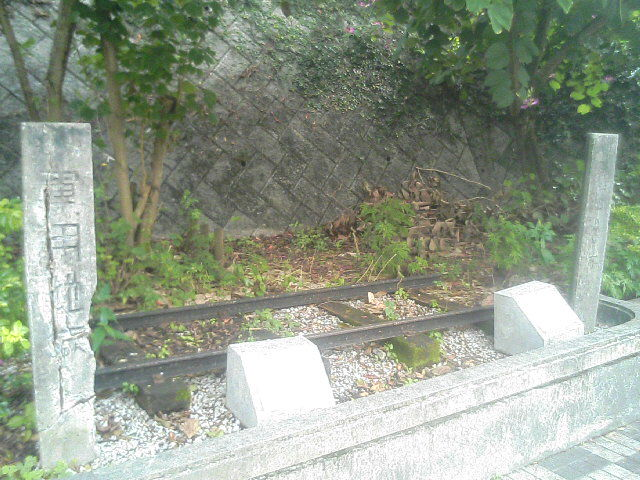
浦添市大平にある嘉手納線のレール（枕木は復元によるもの）

城間駅（ぐすくまえき）は、1922年（大正11年）3月28日から1945年（昭和20年）3月までの間、沖縄県浦添村（現・浦添市）にあった沖縄県営鉄道嘉手納線の駅（廃駅）である。

## 歴史
- 1922年（大正11年）3月28日：嘉手納線の駅として開業。
- 1945年（昭和20年）3月23日ごろ：嘉手納線の運行が終了。旅客乗り入れ路線がなくなり事実上廃止。

## 駅構造
2線の地上駅。ホーム1面2線、2面2線のどちらであったかは不明。駅長1名、駅員2名を配する有人駅であり、上下列車の交換が行われていた。駅舎建物の広さは17.67坪であった。

## 駅周辺
県道（現在の国道58号とほぼ一致する）の南側に設置されていた。県道を挟んで北側には城間集落が存在した（現・米軍牧港補給地区）。1937年（昭和12年）に牧港駅が開業するまで牧港から馬車でサツマイモが運び込まれ嘉手納製糖工場へ送られていた。

## 現状
現在の国道58号の南側に立地していた。位置的には現在の城間交差点付近である。駅跡は住宅地となっており、駅があったことを示すものは何も残されていないと思われる。
城間交差点より南側の市道城間大通りが嘉手納線の廃線跡である。市道をさらに南へ進むと現在の県道251号（パイプライン道路）に突き当たり、この県道も嘉手納線の廃線跡である。市道と県道との交差点付近（那覇向けの大平特別支援学校前バス停の前）には、1991年（平成3年）の道路改良工事に現場から出土した嘉手納線のレールが展示されている。

## 隣の駅
沖縄県営鉄道
■嘉手納線
内間駅 - 城間駅 - 牧港駅